# Gare de Balme-Arâches
La gare de Balme-Arâches est une gare ferroviaire française fermée de la ligne de La Roche-sur-Foron à Saint-Gervais-les-Bains-Le Fayet, située sur le territoire de la commune de Magland, dans le département de la Haute-Savoie en région Rhône-Alpes.

## Situation ferroviaire
La gare de Balme-Arâches est située au point kilométrique (PK) 28,273 de la ligne de La Roche-sur-Foron à Saint-Gervais-les-Bains-Le Fayet, entre les gares de Cluses et de Magland. Son altitude est de 494 m.

## Histoire
La station de Balme-Arâches figure dans la nomenclature 1911 des gares, stations et haltes, de la Compagnie des chemins de fer de Paris à Lyon et à la Méditerranée. Elle porte le no 20 de la ligne de La Roche-sur-Foron au Fayet-Saint-Gervais.

## Service des voyageurs
Gare fermée.